# Bialou (rejon kormański)
Bialou (biał. Бялёў; ros. Белёв, Bielow) – wieś na Białorusi, w obwodzie homelskim, w rejonie kormańskim, w sielsowiecie Barsuki, przy drodze republikańskiej R30.